# Bo Sundberg
Bo Gustaf Gerhard Sundberg, född 10 juni 1927 i Västanfors församling, Västmanlands län, död 26 mars 2019 i Linköping, var en svensk arkitekt. Han var gift med arkitekten Lavender Margaret (Bickerton) Sundberg.

## Bakgrund
Bo Sundberg föddes i en prästfamilj i Västanfors som son till kyrkoherde Sven Sundberg och Ellen Johansson. Han  avlade studentexamen i Sigtuna 1946 och utexaminerades 1952 som arkitekt från Kungliga tekniska högskolan.

## Arkitektverksamhet
Sundberg anställdes av Backström & Reinius Arkitekter AB 1950, hos Ralph Erskine 1954, där han bland annat medverkade till projekten Villa Engström samt Shopping Luleå. Han blev chefsarkitekt och delägare i Nilsson-Sundberg-Wirén Arkitektkontor AB (med kontor i Norrköping, Stockholm och Örebro) 1957. Från 1970-talet drev han en egen arkitektrörelse i Linköping.
Han gjorde sig känd som en framstående kulturvårdare. Han ansvarade för flera restaureringsprojekt i Linköpings innerstad, bland annat Rhyzeliusgården och kvarteret Aspen, samt två stadsgårdar på Hunnebergsgatan. Sundberg ritade även Berga kyrka samt kårhuset Kårallen i Linköping. År 1995 mottog han Palmærpriset.

## Bilder

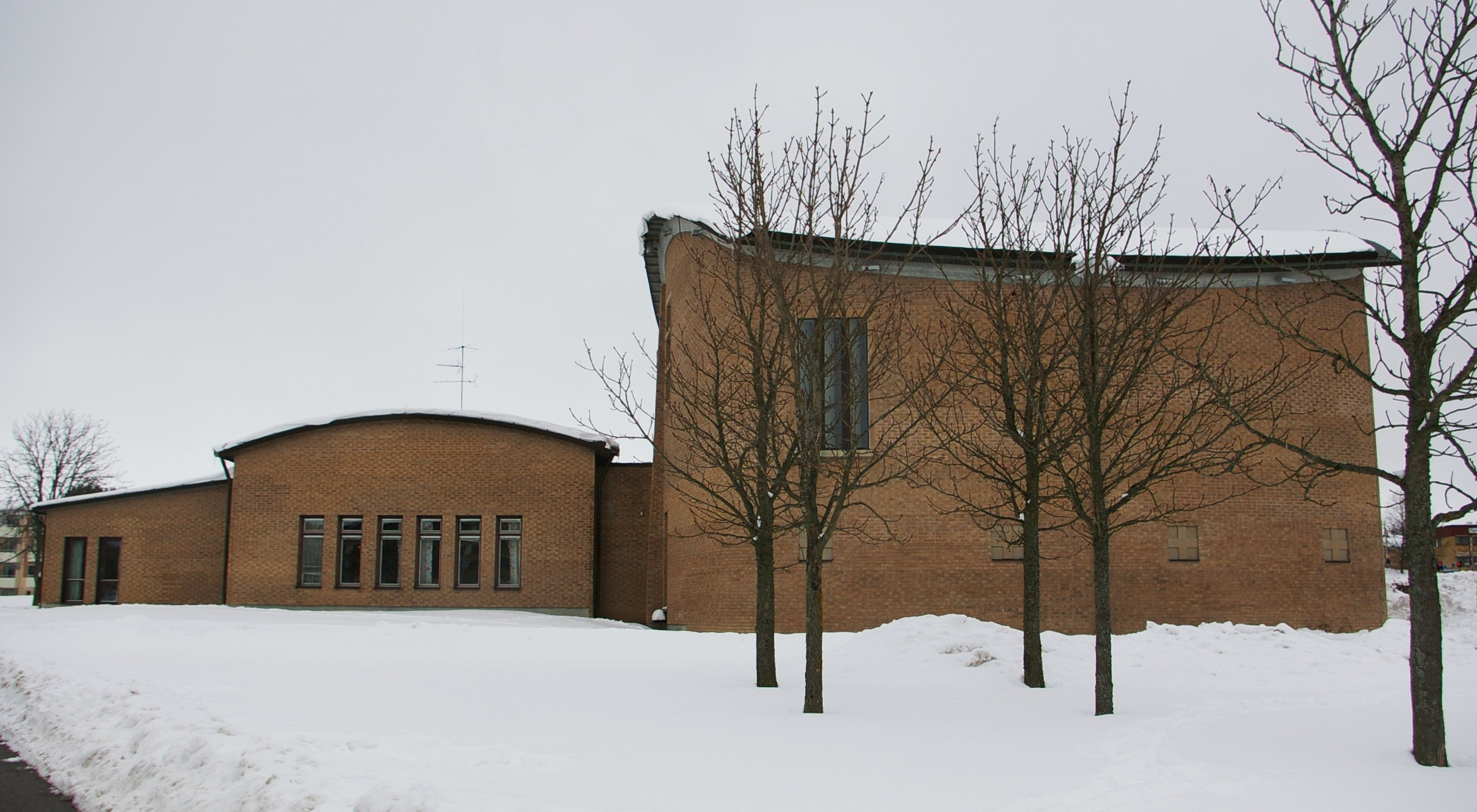
Berga kyrka
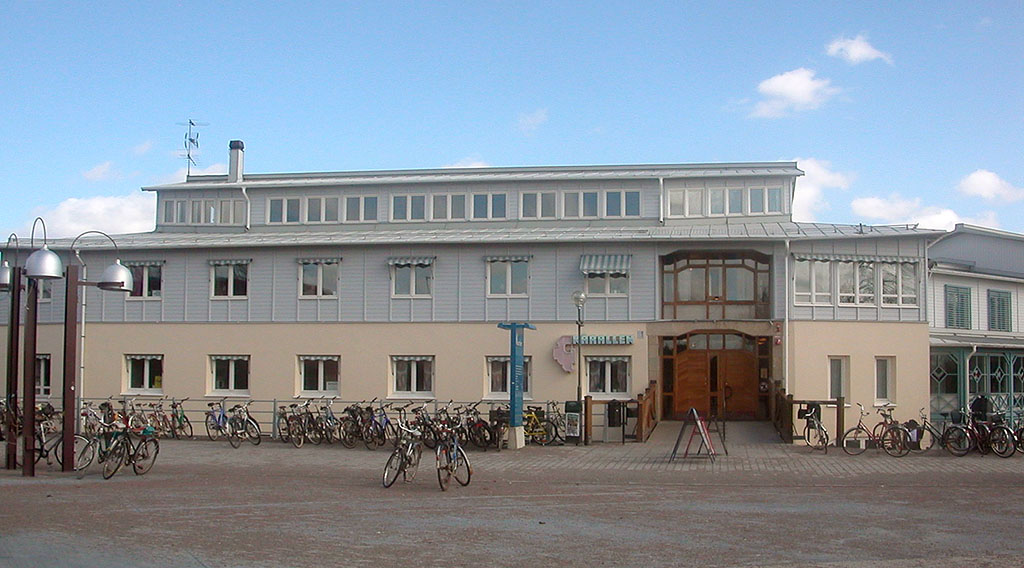
Kårallen
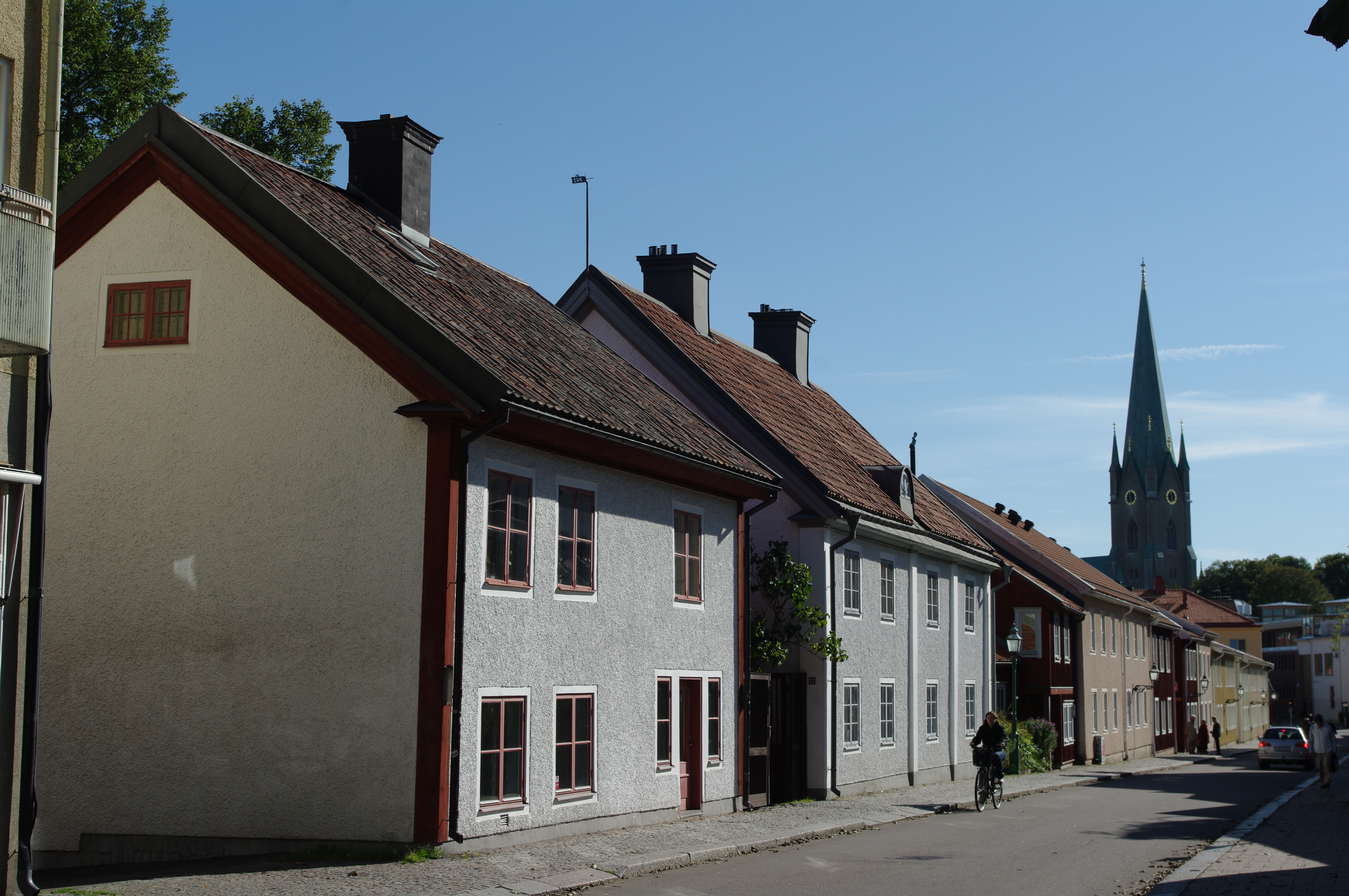
Gathusen till stadsgårdarna på Hunnebergsgatan 25 och 27 i Linköping.